# A cappella Leopolis
A cappella Leopolis — львівський вокальний ансамбль, який спеціалізується на виконанні давньої музики та відродженні музики українського бароко. Постійний склад ансамблю налічує 12 учасників. Засновник і керівник ансамблю — Роман Стельмащук, диригент — Людмила Капустіна. Ансамбль заснували в 2002 р., як і Фестиваль давньої музики у Львові. 
До репертуару ансамблю належать твори різних епох: середньовічні григоріанські хорали, анонімні партесні концерти та інші твори українського бароко, твори Миколи Дилецького, оперна музика Дмитра Бортнянського, твори Монтеверді, Генделя, Моцарта, Букстегуде, церковна музика польських композиторів XVI–XIX ст., програма європейських коляд «Йдемо до Вифлеєму» тощо.
Ансамбль записав два компакт-диски:  «Сіде Адам прямо Рая / 12-голосі партесні концерти першої половини XVIII ст.» (UkrMusic, 2007) і «Сначала днесь поутру рано / Пісенні замальовки з української старовини» (Ліда, 2009), а також брав участь у записі компакт-диску «Musica Claromontana — Ясногірська Давня Музика з Ченстохови» (DUX: Варшава, 2007).
Поруч з Фестивалем давньої музики у Львові ансамбль брав участь у X Міжнародному форумі музики молодих та в ГогольФесті в Києві (2007), Fest der Innenhöfe & Museumsnächte (Фрайбург, 2007), концертних циклах «Музика на дворах Європи» (Краків, 2005), «Музика в палаці єпископа Еразма Цьолка» (Краків, 2007), фестивалі давньої музики «Musica Sacra» (Щецин, 2007), Мандрівному фестивалі Лодзької філармонії «Кольори Польщі» (2008, 2009), Екуменічному Фестивалі «Один Бог — Багато Культур» (Санок 2008, 2009), Фестивалі церковної музики «Салезіанське літо» (Перемишль 2008–2010, 2012), Хоровому фестивалі «На королівському тракті» (Варшава 2010), Хоровому фестивалі «Співоча Асамблея» (Хмельницький 2011), Фестивалі Культури «Українська весна» (Познань 2012), Міжнародному фестивалі церковної музики в Ґдині (2012).
2008 р. за відбором слухачів III програми Польського Радіо ансамбль увійшов до десятки найкращих в категоріях «Вокальні групи/хори» і «Альбом року/Давня музика».